# Tisha
Nusrat Imrose Tisha, connue sous le nom de Tisha,, est une actrice et mannequin bangladaise. Elle est l'un des visages les plus populaires de la télévision. Ses films Doob: No Bed of Roses, Television, Third Person Singular Number ont été acclamés par la critique dans le monde entier. 

## Jeunesse
Tisha est la fille d'Enamul Hoque et de Shaheen Mahfuja Hoque. Elle commence à apprendre la musique à l'âge de cinq ans. En 1993, elle se classe à la deuxième place dans l’émission Notun Kuri de Télé Bangladesh de recherche de nouveaux talents. Deux ans plus tard elle remporte la coupe d'or à ce même concours.

## Carrière
Tisha commence sa carrière d'actrice en jouant dans le drame Shat Prohorer Kabbo réalisé par Ahsan Habib et écrit par Anonto Heera. Tisha forme également un groupe musical baptisé Angel Four. 
Elle participe à des publicités pour Coca-Cola, City cell, Parchute, Bombay Sweets et Keya Cosmetics, et remporte les Meril Prothom Alo Awards pour ses prestations de modèle en 2003 et 2004. Après une pause de six ans, Tisha revient à la publicité en 2014 en apparaissant dans une publicité pour Square. 

## Vie privée
Tisha et le réalisateur Mostofa Sarwar Farooki se sont mariés le 16 juillet 2010. 

## Télévision

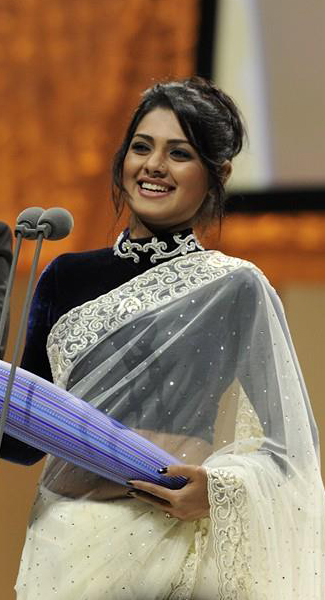
Tisha lors de la 7ème édition des Asia Pacific Screen Awards (APSA) 2013

| Année | Titre                                  | Réalisateur                | Notes                    |
| ----- | -------------------------------------- | -------------------------- | ------------------------ |
| 1998  | Shat Prohorer Kabbo                    | Ahsan Habib                | [ 4 ]                    |
| 1998  | Firey Dekha                            |                            |                          |
| 1998  | Greeho Golpo                           |                            |                          |
| 1998  | Shopnojatra                            |                            |                          |
| 2004  | Kebol ee Raat Hoye Jai                 |                            |                          |
| 2004  | 69 Sixty Nine                          | Mostofa Sarwar Farooki     |                          |
| 2004  | Ekoda Nurul Huda                       |                            |                          |
| 2004  | Nikhoj Sangbad                         |                            |                          |
| 2004  | Santo Kuthir                           |                            |                          |
| 2004  | Sultana Bibiana                        |                            |                          |
| 2004  | Waiting Room                           |                            |                          |
| 2004  | Road to America                        |                            |                          |
| 2004  | Prem o Protisodher Golpo               |                            |                          |
| 2004  | Terakota                               |                            |                          |
| 2004  | Khosru+moyna                           |                            |                          |
| 2004  | Shefali                                |                            |                          |
| 2004  | Shisir Kona                            |                            |                          |
| 2004  | Bujhabujhir Vul                        |                            |                          |
| 2010  | Tiebreaker                             | Tarik Muhammad Hasan       | drame en un seul épisode |
| 2010  | Brazentina                             | Noman Robin                | [ 8 ]                    |
| 2010  | Eid-er Ticket                          | Shokal Ahmed               | [ 9 ]                    |
| 2010  | Mobile Court                           | Masud Sejan                |                          |
| 2011  | Bahattor Ghonta                        | Maksud Hossain             | Téléfilm                 |
| 2011  | Flashback                              | Mabrur Rashid Bannah       |                          |
| 2012  | Projotne Bhalobasha                    | Kaushik Shonkor Das        |                          |
| 2013  | Opekkhay Thakun                        | Tuhin Hossain              | Téléfilm                 |
| 2013  | Chinno                                 |                            |                          |
| 2013  | Onno Rokom Porir Golpo                 | R B Pritom                 |                          |
| 2014  | Day Out                                | Humayun Rashid             | [ 11 ]                   |
| 2014  | Golapbhromon                           | Mahmud Didar               | [ 12 ]                   |
| 2014  | Tumi Ami                               | Tuhin Hossain              | [ 13 ]                   |
| 2014  | Let's Fly                              | Mizanur Rahman Ariyan      |                          |
| 2014  | Ratargul                               | Sumon Anowar               |                          |
| 2014  | Sikandar Box                           | Sagor Jahan                |                          |
| 2014  | Love and War                           | Imraul Rafat               |                          |
| 2015  | Moner Moto Mon                         | Imraul Rafat               |                          |
| 2015  | Page 16                                | Aarif A. Ahnaf             |                          |
| 2015  | Happiness Is                           | Imraul Rafat               |                          |
| 2015  | Ei Boishakhe                           | Shanta Rahman              | téléfilm                 |
| 2015  | Silence                                | Emel Haque                 |                          |
| 2015  | Angry Bird                             | Mizanur Rahman Aryan       | téléfilm                 |
| 2015  | All About Us                           |                            |                          |
| 2015  | To Airport                             | Mizanur Rahman Aryan       |                          |
| 2015  | Gulbahar                               | Sumon Anowar               |                          |
| 2015  | Monsuba Jongshon                       | Shihab Shahin              |                          |
| 2015  | Protikkha                              | Imraul Rafat               |                          |
| 2015  | Shishir Kona                           | Abu Hayat Mahmud           |                          |
| 2015  | Grihojuddho                            | Imraul Rafat               |                          |
| 2016  | Addiction                              | Shafaet Mansur Rana        |                          |
| 2016  | Rupkotha                               | Mostafa Kamal Raz          | téléfilm                 |
| 2016  | Kichu Bhul Kichu Oviman                | Imraul Rafat               |                          |
| 2016  | Ekti Talgacher Golpo                   |                            |                          |
| 2016  | Aadharer Rhen                          | Abu Hayat Mahmud           |                          |
| 2016  | Tomay Bhebe Lekha                      |                            |                          |
| 2016  | Quiet Please                           | Rasel Shikdar              |                          |
| 2016  | Boka Bax                               | Abu Hayat Mahmud           |                          |
| 2016  | Pobitro Prem                           | Jakaria Shoukhin           |                          |
| 2016  | Firefly                                | Mabrur Rashid Bannah       |                          |
| 2016  | Beauty Boat                            | Azad Abul Kalam            |                          |
| 2017  | Sunte Ki Paw                           |                            |                          |
| 2017  | Follower                               | Masud Sejan                |                          |
| 2017  | Shongi                                 | Shojib Khan                |                          |
| 2017  | Breakup Theory                         | Riyad Bin Mahbub           |                          |
| 2017  | Mridumondo Bhalobasha                  | Somesor Ali                |                          |
| 2017  | Radhuni                                | Imraul Rafat               |                          |
| 2017  | Pother Majher Golpo                    | Ashfaq Nipun               |                          |
| 2017  | Money is Problem                       | Masud Sejan                |                          |
| 2017  | Buker Bhitor Kichu Parthor Thaka Bhalo | Tanvir Ahsan               |                          |
| 2017  | Trailer                                | Kochi Khondokar            |                          |
| 2017  | Chinno Prem                            | Golam Sohorab Dudul        |                          |
| 2017  | Cheleta Kintu Bhalo Chilo              | Ashfaq Nipun               |                          |
| 2017  | Putuler Songshar                       | Ashutosh Sujon             |                          |
| 2017  | Nishi Kutum                            | Mehedi Hasan Jony          |                          |
| 2018  | Koli 2.0                               | Abrar Athar                |                          |
| 2018  | Baba Tomay                             | Sumon Anowar               |                          |
| 2018  | Tanaporen                              | Abu Hayat Mahmud           |                          |
| 2018  | Aj Nitur Gaye Holud                    | Imraul Rafat               |                          |
| 2018  | Ayesha                                 | Mostafa Sarwar Farooki     |                          |
| 2018  | Cholche Cholbe                         | Ashfaq Nipun               |                          |
| 2018  | Ektu Hasho                             | Mabrur Rashid Bannah       |                          |
| 2018  | Mirror                                 | Emel Haque                 |                          |
| 2018  | Cholona                                | Ashfaq Nipun               |                          |
| 2018  | Online E Raisa Bhabi                   | Topu Khan                  |                          |
| 2018  | Mistake                                | Jaqiul Islam Ripon         |                          |
| 2018  | Phoenix                                | Redwan Rony                |                          |
| 2018  | Britto                                 | Abu Hayat Mahmud           |                          |
| 2018  | Choritra: Shami                        | Masud Sejan                |                          |
| 2018  | Shondha Komol                          | Sumon Anowar               |                          |
| 2019  | Otopor Joya                            | Arifur Rahman              |                          |
| 2019  | Shorno Manob 2                         | Abu Hayat Mahmud           |                          |
| 2019  | Shob Shomporker Naam Hoy Na            | Kajol Arefin Omi           |                          |
| 2019  | Kotha Deya Ache                        | Mizanur Rahman Aryan       |                          |
| 2019  | Lady Killer                            | Mabrur Rashid Bannah       |                          |
| 2019  | Lovely Wife                            | Rushow Ahmed               |                          |
| 2019  | Michael Mama Minu Khala                | Abu Hayat Mahmud           |                          |
| 2019  | Angule Angul                           | Mabrur Rashid Bannah       |                          |
| 2019  | #Me Too                                | Sazzad Shuman              |                          |
| 2019  | Eternal Gift                           | Nazrul Islam Delgir        |                          |
| 2019  | Paye Paye Hariye                       | Imraul Rafat               |                          |
| 2019  | Kuwasha                                | Mohammad Mostafa Kamal Raz |                          |
| 2019  | Mone Mone Khub Gopone                  | Sraboni Ferdous            |                          |
| 2019  | Ghore Baire                            | Abu Hayat Mahmud           |                          |
| 2019  | Lady Killer 2                          | Mabrur Rashid Bannah       |                          |
| 2019  | Friday Love                            | Topu Khan                  |                          |
| 2019  | Shelai Ghor                            | Priti Dutta                |                          |
| 2019  | Lolita                                 | Arun Chowdhury             |                          |
| 2019  | Nayika Hote Chai                       | Aranyo Anwar               |                          |

## Filmographie
| Année | Film                               | Réalisateur | Rôle             | Pays                          | Remarques |
| ----- | ---------------------------------- | --- | ---------------- | ----------------------------- | --- |
| 2009  | Third Person Singular Number       | Mostofa Sarwar Farooki | Ruba Haque       | Bangladesh                    | Meril Prothom Alo Awards dans la catégorie Meilleure actrice de cinéma (critique)                                                   |
| 2010  | Runway                             | Tareque Masud | Selina           | Bangladesh                    | Apparition des invités |
| 2012  | Télévision                         | Mostofa Sarwar Farooki | Kohinoor         | Bangladesh                    | Soumission du Bangladesh aux Oscars                                                                                                 |
| 2016  | Rana Pagla: Le mental              | Shamim Ahamed Roni | Simi             | Bangladesh                    | |
| 2016  | Ostitto                            | Anonno Mamun | Pori             | Bangladesh                    | Prix national du film de la meilleure actrice                                                                                       |

Tisha dans le film télévision (2012)

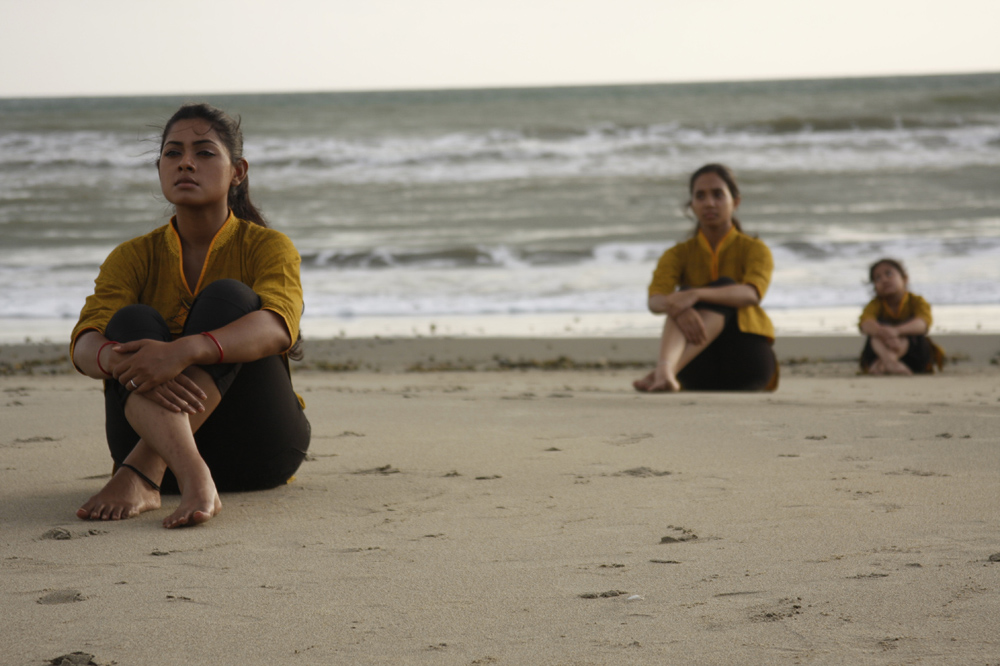
Tisha dans le film Third Person Singular Number

| 2017  | Doob: No Bed of Roses              | Mostofa Sarwar Farooki | Saberi           | Bangladesh, Inde              | - Meril Prothom Alo Awards dans la meilleure actrice de cinéma (populaire) - Soumission du Bangladesh à la 91e cérémonie des Oscars |
| 2017  | Haldaa                             | Tauquir Ahmed | Hasu             | Bangladesh                    | |
| 2019  | Fagun Haway                        | Tauquir Ahmed | Deepti           | Bangladesh                    | Premier film bangladais basé sur le mouvement linguistique de 1952                                                                  |
| 2019  | Mayaboti                           | Arun Chowdhury | Maya             | Bangladesh                    | Post-production |
| 2019  | Holudboni                          | Mukul Roy Chaudhuri et Taher Shipon | Anu              | Inde, Bangladesh              | Post-production |
| 2019  | Shonibar Bikel (samedi après-midi) | Mostafa Sarwar Farooki | N / A            | Bangladesh, Allemagne, Russie | Inspiré de l'attaque terroriste du 1er juillet 2014 à Holey Artisan Bakery, Gulshan.                                                |
| 2019  | Sincerely Yours, Dhaka             | Abdullah Al Noor, Golam Kibria Farooki, Krishnendu Chattopadhyay, Mahmudul Islam, Md Rabiul Alam, Mir Mukarram Hossain, Nuhash Humayun, Rahat Rahman, Syed Ahmed Shawki, Syed Saleh Ahmed Sobhan et Tanvir Ahsan | Juthi            | Bangladesh                    | Premier film d'anthologie bangladais composé de 11 vignettes de 11 cinéastes bangladais                                             |
| 2019  | Dhaka 2040                         | Dipankar Dipon | Shapla           | Bangladesh                    | En production |
| 2019  | Boba Rohosshya                     | Abhishek Bagchi | Mitali Mukherjee | Inde                          | Pré production |

## Récompenses et nominations

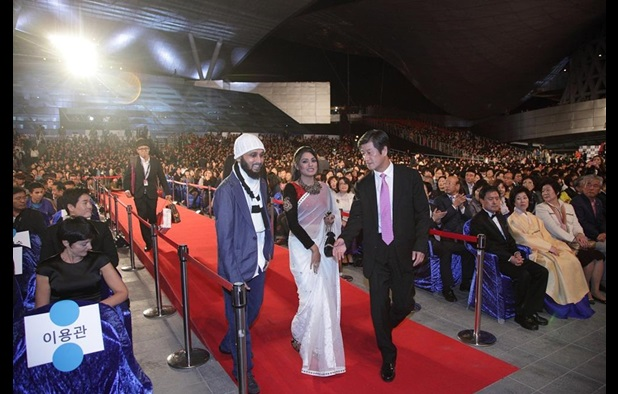
Tisha sur le tapis rouge du 17e Festival international du film de Busan

| Année | Titre du prix                       | Catégorie                                   | Film / Drame                             | Résultat   |
| ----- | ----------------------------------- | ------------------------------------------- | ---------------------------------------- | ---------- |
| 2003  | Prix Meril Prothom Alo              | Meilleur modèle féminin                     |                                          | Lauréat    |
| 2004  | Prix Meril Prothom Alo              | Meilleur modèle féminin                     |                                          | Lauréat    |
| 2009  | Prix Meril Prothom Alo              | Meilleure actrice de cinéma (critiques)     | Numéro singulier à la troisième personne | Lauréat    |
| 2010  | Prix Meril Prothom Alo              | Meilleure actrice de télévision (populaire) | Diplômé                                  | Lauréat    |
| 2011  | Prix Meril Prothom Alo              | Meilleure actrice de télévision (critiques) | Tahminar Dinjapon                        | Lauréat    |
| 2011  | Prix Meril Prothom Alo              | Meilleure actrice de télévision (populaire) | Chader Nijer Kono Alo Nei                | Nomination |
| 2012  | Prix Meril Prothom Alo              | Meilleure actrice de télévision (populaire) | Longue marche                            | Lauréat    |
| 2013  | Prix Meril Prothom Alo              | Meilleure actrice de télévision (populaire) | Jodi Bhalo Na Lage Dio Na Mon 2          | Lauréat    |
| 2013  | Prix Meril Prothom Alo              | Meilleure actrice de cinéma (populaire)     | Télévision                               | Nomination |
| 2014  | Prix Meril Prothom Alo              | Meilleure actrice de télévision (populaire) | Doob: pas de lit de                      | Lauréat    |
| 2016  | Prix national du film du Bangladesh | Meilleure actrice                           | Ostitto                                  | Lauréat    |
| 2017  | Récompense Rtv Star                 | Meilleure actrice (série)                   | Mohiner Nil Towale                       | Nomination |
| 2018  | Récompense Rtv Star                 | Meilleure actrice (drame)                   | Lak Bhelki Laag                          | Nomination |